# ویمیناسیوم

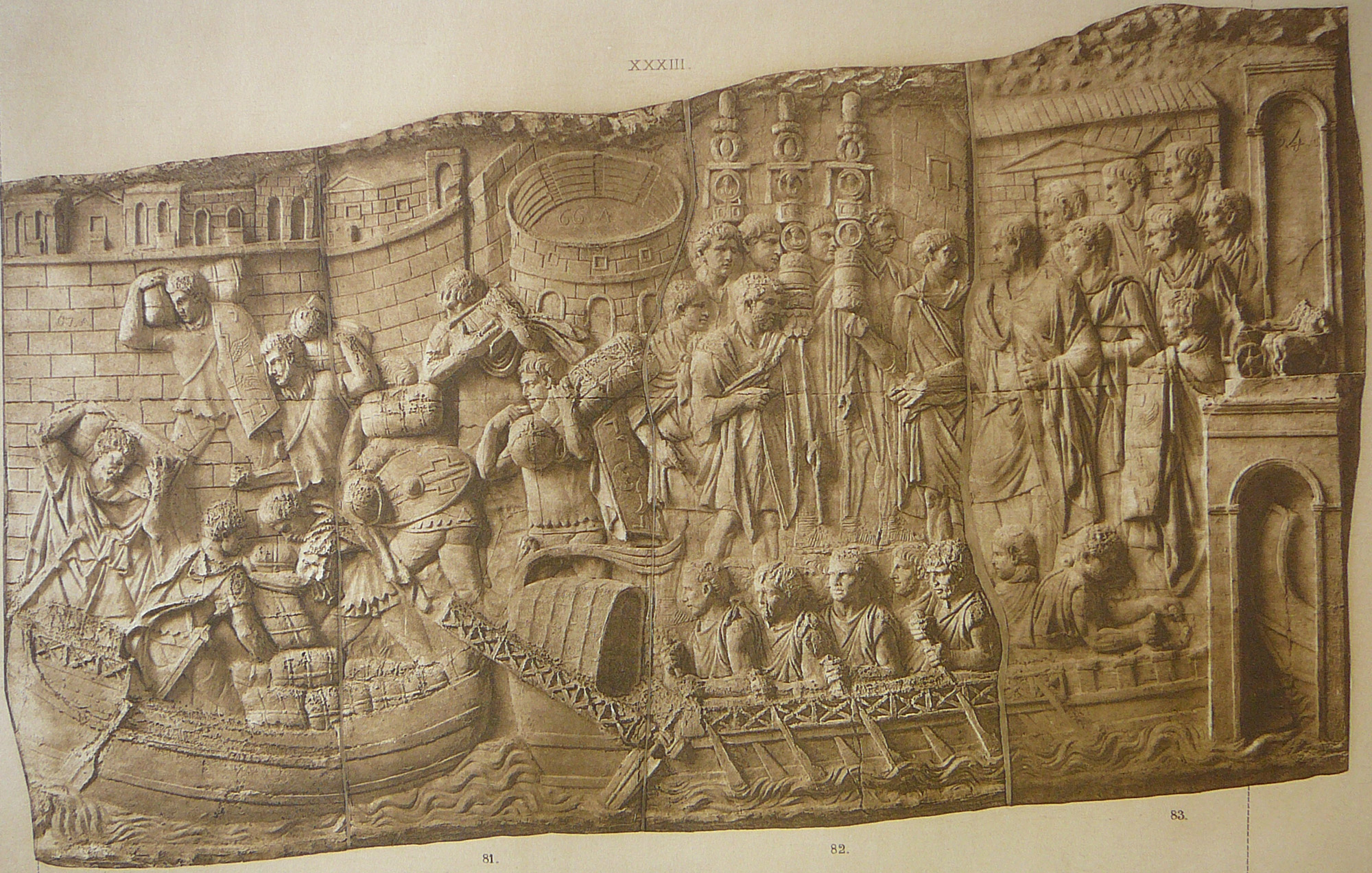
یک لوح باستانی از ویمیناسیوم.

ویمیناسیوم  یک شهر اصلی (مرکز استان) و اردوگاه نظامی در استان موئسیا در امپراتوری روم بود که بقایای آن امروزه در ۱۲ کیلومتری شهر کوستولاک در کشور صربستان واقع است.
قدمت آن به قرن اول میلادی می‌رسد و تخمین زده می‌شود جمعیتی بالغ بر ۴۰٬۰۰۰ نفر داشته است. و یکی از بزرگ‌ترین شهرهای زمان خود بوده است. ویمیناسیوم ابتدا توسط هونها در قرن پنجم ویران شد اما چندی بعد توسط ژوستین بازسازی شد. سپس با یورش اسلاوها در قرن ششم به‌طور کامل نابود شد.

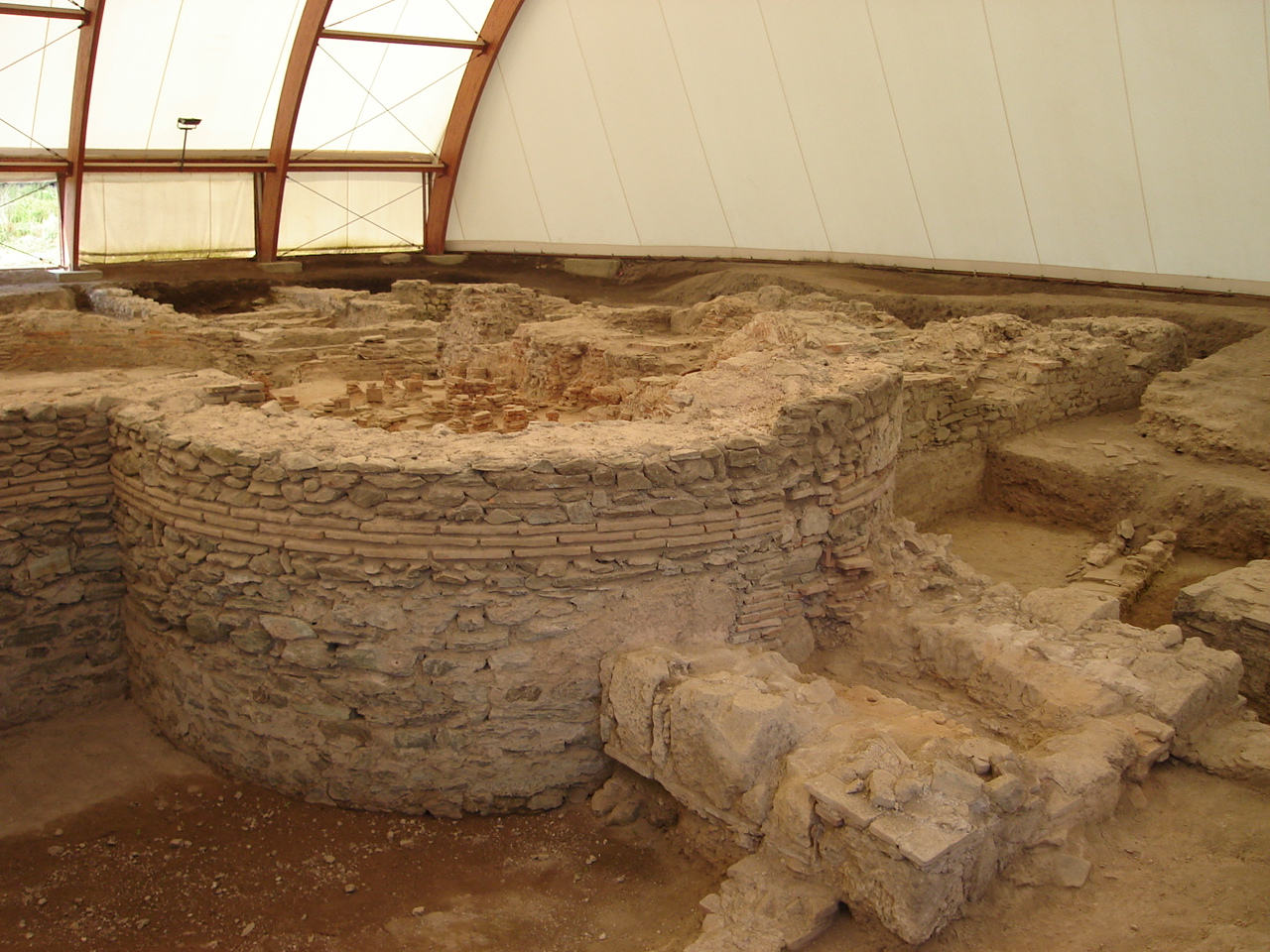
خرابه‌های حمام در ویمیناسیوم.

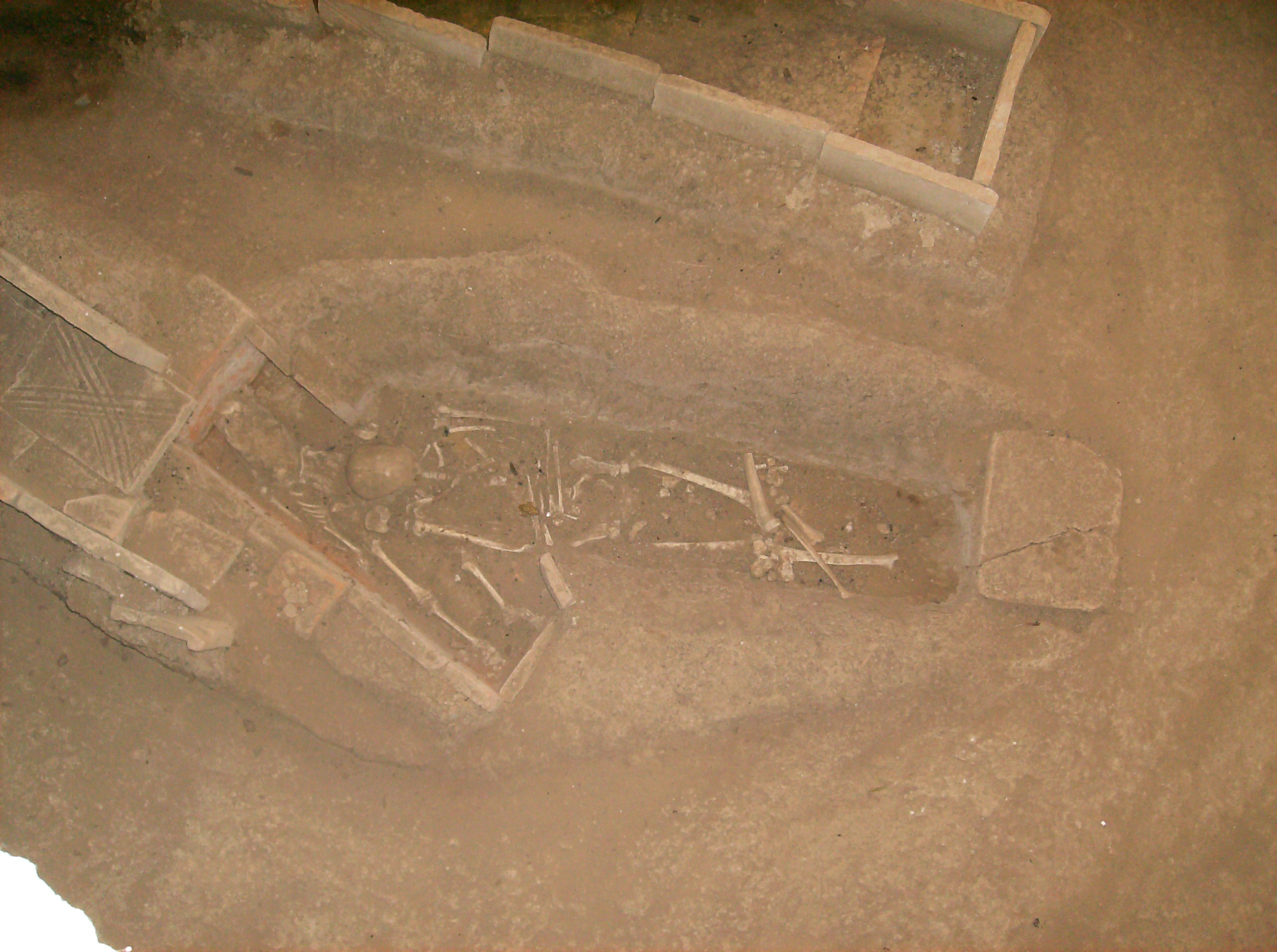
اسکلت مادر و کودکانش که در اثر طاعون در ویمیناسیوم در حدود سال ۲۵۱ میلادی درگذشته و دفن گردیده‌اند.

## نگارخانه

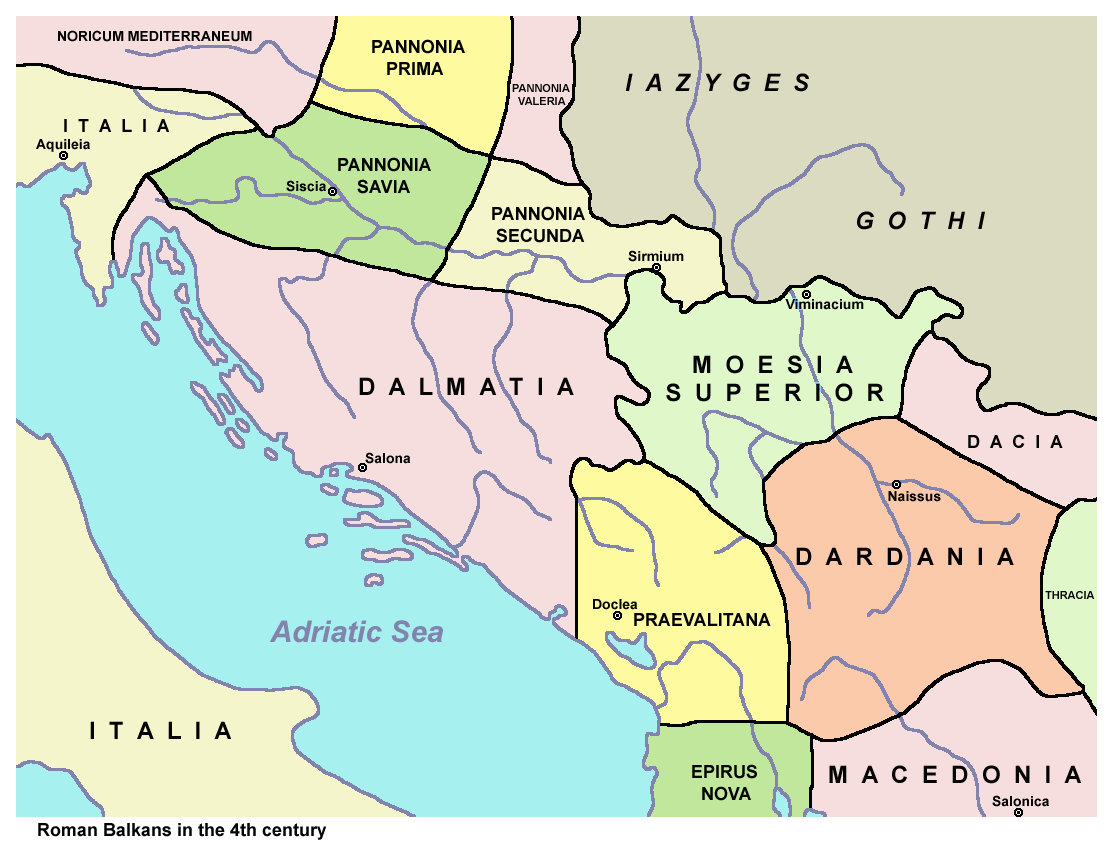
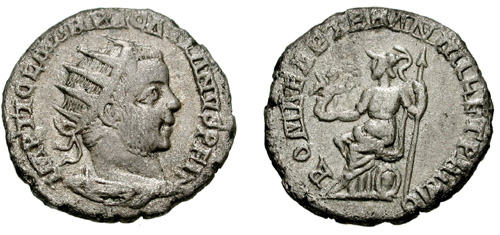